# Drina
Drina je 346 km dolga reka in desni, največji pritok Save. Nastane po združitvi Pive in Tare na meji med Črno goro ter Bosno in Hercegovino, teče skozi vzhodno Bosno in Hercegovino in v spodnjem delu toka tvori državno mejo med BiH in Srbijo.

## Tok
Drina se začenja s sotočjem rek Tare in Pive, ki tečeta skozi Črno goro in se združita na meji z Bosno in Hercegovino, v bližini mejnega prehoda Šćepan Polje–Hum. Od sotočja se Drina nadaljuje v Bosno in Hercegovino. V zgornjem toku Drina večinoma teče skozi več kilometrov dolge soteske. Tod se ji priključi največ pritokov, med njimi Sutjeska, ki priteka iz istoimenskega narodnega parka, Ćehotina v Foči, Kolina in Prača v bližini Goražda ter Lim pri Međeđi jugozahodno od Višegrada. Hidroelektrarna Višegrad je na Drini ustvarila akumulacijsko Višegrajsko jezero, dolgo okoli 40 kilometrov.
V Višegradu se v Drino izlije Rzav. Od tega mesta reka nadaljuje pot med planinama Tara in Zvijezda, kjer je njen kanjon tudi najgloblji (do 1000 metrov). Del kanjona je na bosansko-hercegovski strani zavarovan kot Narodni park Drina in na srbski pripada Narodnemu parku Tara. Pri naselju Perućac Drino zajezuje hidroelektrarna Bajina Bašta, ki je v kanjonu ustvarila okoli 50 kilometrov dolgo jezero Perućac (Perućačko jezero). 
Pred Zvornikom je zgrajena tretja hidroelektrarna na Drini, ki tvori 25 kilometrov dolgo Zvorniško jezero. Od Zvornika do izliva je Drina ravninska reka, ki meandrira in s spreminjanjem toka ustvarja mrtvice. Izliv Drine v Savo leži med vasema Bosanska Rača in Crna Bara, okoli 30 kilometrov dolvodno od tromeje Bosne in Hercegovine, Srbije in Hrvaške. 
- Sotočje Tare in Pive
- Drina pri Ustiprači
- Konec jezera Perućac in HE Bajina Bašta
- Drina v Zvorniku

## Hidrologija
Drina ima snežno-dežni rečni režim z glavnim viškom vodostaja v aprilu in drugim v decembru. Večji del reke in njen celoten zgornji tok je obkrožen z visokimi gorami Dinaridov, zato močne padavine in taljenje snega lahko močno povišajo vodostaj.
Najpomembnejši pritok Drine je Lim, katerega ustje je potopljeno v Višegrajskem jezeru. Porečje Drine obsega Črno goro, Bosno in Hercegovino, Srbijo in majhen del Albanije. Površina porečja je 20.320 km², od česar prispeva Tara 2006 km², Piva 1784 km² in Lim 5968 km². Drina je najvodnatejši pritok Save s povprečnim pretokom 395 m³/s ob izlivu.
Zaradi visoke vsebnosti apnenca je voda Drine značilno zelene barve, po kateri nosi tudi ljudsko ime »Zelenika« ali »Zelenka«.

## Elektrarne
Na Drini so zgrajene tri hidroelektrarne:
- HE Višegrad, ki leži 2,5 km gorvodno od Višegrada, obratuje od leta 1989 z nazivno močjo 315 MW. Z njo upravlja podjetje Hidroelektrane na Drini v sklopu holdinga Elektroprivreda Republike Srpske.[6]
- HE Bajina Bašta v Perućcu je s 460 metrov dolgim in 90 metrov visokim jezom največji objekt na Drini. Zgrajena je bila do leta 1966 in ima skupno moč 420 MW. Elektrarna je v lasti podjetja Drinsko-Limske hidroelektrane, ki je del Elektroprivrede Srbije.[7]
- HE Zvornik, najstarejša od drinskih hidroelektrarn, je pričela obratovati leta 1955. Njena moč, prvotno 96 MW, po posodobitvi znaša 126 MW. Tudi z njo upravlja podjetje Drinsko-Limske hidroelektrane Elektroprivrede Srbije.[8][9]

Zaradi velikega hidroenergetskega potenciala reke obstajajo načrti za izgradnjo več novih hidroelektrarn. Najbliže začetku gradnje so hidroelektrarne Buk Bijela, Foča in Paunci v zgornjem toku Drine, ki pa se soočajo z nasprotovanjem dela javnosti zaradi negativnega vpliva na okolje in na svetovno znani kanjon reke Tare.

## Kultura
Drina je v starem veku razmejevala Zahodno in Vzhodno Rimsko cesarstvo, skozi stoletja pa je predstavljala stičišče različnih kultur. Ivo Andrić, ki je otroštvo preživel v Višegradu, je večstoletni utrip mesta opisal v zgodovinskem romanu Most na Drini, katerega glavni motiv je višegrajski most Mehmed Paše Sokolovića. 
Leta 1914 je bila Drina prizorišče več spopadov med avstro-ogrsko in srbsko vojsko v prvi svetovni vojni, med njimi bitke na Ceru in bitke na Drini. V čast prve je Stanislav Binički zložil znano koračnico Marš na Drino.
V srbohrvaškem jeziku se je prijela stalna besedna zveza »ispravljati krivu Drinu« (ravnati krivo Drino), ki se nanaša na meandrirajoč spodnji tok reke in pomeni reševati nesmiselne težave ali brezupne situacije.